# The Rockafeller Skank
«The Rockafeller Skank» es un sencillo editado en 1998 en el álbum You've Come a Long Way, Baby del músico británico de big beat Fatboy Slim. Es de género de electrónico y trip hop y dura 6 minutos con 53 segundos.
Alcanzó la sexta ubicación en la lista de sencillos del Reino Unido en junio de 1998. También se convirtió en el segundo sencillo de Fatboy Slim (después de Praise You) en ingresar al Billboard Hot 100 de los Estados Unidos, alcanzando el número 76. En 2002 el crítico Robert Christgau lo nombró el mejor sencillo de los años noventa.

## Samples
Esta canción tiene los siguientes samples:
- La canción presenta a línea repetida "Right about now, the funk soul brother. Check it out now, the funk soul brother", que es un sample de la canción "Vinyl Dogs Vibe" de la banda Vinyl Dogs, como participación en las vocales del rapero Lord Finesse.
- "Sliced Tomatoes", del dúo estadounidense Just Brothers (que es la base principal de la canción)[6]
- "I Fought the Law" del cantante estadounidense Bobby Fuller.
- Beat Girl del compositor britânico John Barry y su Orquesta, para el filme de 1960, del mismo nombre.
- Se sampleó la parte de la guitarra de la canción "Peter Gunn" de Art of Noise con la participación de Duane Eddy, realizada para la serie de TV del mismo nombre.
- Se sampleó la versión a cappella de la canción "Who You Wit II" del rapero Jay-Z

## Lista de canciones
| Maxisencillo |                                             |          |  |
| N.º          | Título                                      | Duración |  |
| 1.           | «The Rockafeller Skank» (Short Edit)        | 4:01     |  |
| 2.           | «The Rockafeller Skank» (Versión del álbum) | 6:54     |  |
| 3.           | «Always Read The Label»                     | 5:51     |  |
| 4.           | «Tweakers Delight»                          | 3:06     |  |

## Posicionamiento en listas
| Lista (1998)                                | Mejor posición |
| ------------------------------------------- | -------------- |
| Alemania (Media Control AG)                 | 28             |
| Australia (ARIA)                            | 32             |
| Austria (Ö3 Austria Top 40)                 | 23             |
| Bélgica (Flandes) (Ultratip Bubbling Under) | 5              |
| Canadá (RPM Top Singles)                    | 49             |
| Estados Unidos (Billboard Hot 100)          | 76             |
| Estados Unidos (Modern Rock Tracks)         | 39             |
| Estados Unidos (Mainstream Top 40)          | 21             |
| Estados Unidos (Hot Dance Singles Sales)    | 2              |
| Francia (SNEP)                              | 69             |
| Irlanda (IRMA)                              | 15             |
| Italia (FIMI)                               | 20             |
| Noruega (VG-lista)                          | 20             |
| Nueva Zelanda (Recorded Music NZ)           | 17             |
| Países Bajos (Mega Single Top 100)          | 45             |
| Reino Unido (UK Singles Chart)              | 6              |
| Suecia (Sverigetopplistan)                  | 16             |
| Suiza (Schweizer Hitparade)                 | 24             |